# Travis (chimpancé)
Travis (21 de octubre de 1995– 16 de febrero de 2009) fue un chimpancé común macho que, como animal actor, apareció en varias series y anuncios de televisión, como spots de Coca-Cola, así como en programas de televisión como The Maury Povich Show y The Man Show, cosa que ha suscitado bastante polémica. El 16 de febrero de 2009, Travis atacó a la amiga de su dueña en Stamford, Connecticut, dejándola ciega, cercenándole varias partes del cuerpo y lacerándole la cara, Travis dejó de aparecer en televisión ya que murió debido a que un oficial de policía le disparó con una pistola 4 veces, matándolo. El incidente se convirtió en una noticia internacional.

## Socialización
Travis nació en Festus, Misuri (Estados Unidos), el 21 de octubre de 1995, en el complejo de Mike y Connie Braun Casey, ahora conocido como el Missouri Chimpanzee Sanctuary. En un incidente aparte, la madre de Travis, Suzy, murió de un disparo tras huir en 2004. Sandra y Jerome Herold compraron a Travis por 50 000 dólares a un criador después de que se lo quitaran a su madre cuando tenía tres días para adoptarlo. Le pusieron el nombre del cantante favorito de Sandra, Travis Tritt. Los Herold criaron a Travis en su hogar de Rock Rimmon Road, en la sección de North Stamford de Stamford, Connecticut. Travis era el compañero constante de los Herold y los acompañaba a menudo al trabajo y a sus compras por la ciudad. Los Herold tenían una empresa de remolques, y Travis posaba para las fotos en el taller y se paseaba con la grúa, con el cinturón de seguridad abrochado mientras llevaba una camiseta de béisbol. Travis se hizo muy conocido en la ciudad y saludaba a los agentes de policía que se encontraban cuando remolcaban coches.
Al haberse criado entre personas, Travis llevaba socializando con humanos desde que nació. Un vecino dijo que solía juguetear y pelear con Travis. El vecino añadió que el animal sabía cuándo parar y hacía mucho caso a sus dueños. «Hacía más caso que mis sobrinos», señaló el vecino después de que Travis atacase a Nash, y agregó: «No sé por qué hizo eso».
Travis podía abrir puertas con llave, vestirse, regar las plantas, dar heno a los caballos de sus dueños, comer sentado a la mesa con el resto de la familia y beber vino de una copa martinera. Le gustaba tanto el helado que se aprendió el horario de los camiones de helado. Encendía el ordenador para ver imágenes, veía la televisión con un mando y se cepillaba los dientes con un Water Pik. Le gustaba ver el béisbol en la televisión. Travis también había conducido un coche en varias ocasiones.
Jerome murió de cáncer en 2004 y la única hija de los Herold falleció en un accidente de tráfico en el 2000; por lo tanto, Sandra Herold consideraba a Travis como un hijo de alquiler y lo mimaba. Sandra dormía y se bañaba con Travis. Después de su muerte, dijo: «Me siento como vacía. Dormía conmigo todas las noches. No conoces a un chimpancé hasta que no has comido y te has bañado con uno».

## Incidentes

### Incidente de 2003
En octubre de 2003, Travis se escapó del coche de los Herold y obstruyó el tráfico en una intersección bulliciosa; estuvo suelto durante varias horas. El incidente comenzó cuando un peatón tiró una botella vacía al coche, se coló por una ventanilla parcialmente abierta y le dio a Travis mientras estaban quietos en un semáforo. Alterado, Travis se desabrochó, abrió la puerta y persiguió al hombre, pero no lo atrapó. Cuando llegó la policía, atrajeron al chimpancé al interior del coche varias veces, solo para que Travis saliera por otra puerta y persiguiera de vez en cuando a los agentes por el coche. El incidente de 2003 llevó a la aprobación de una ley de Connecticut que prohibía tener primates de más de 23 kg como mascotas y obligaba a los dueños de mascotas exóticas a solicitar permisos. La nueva ley entró en vigor en 2009, pero, hasta la muerte de Travis ese mismo año, nadie había solicitado adoptar a un chimpancé en el estado. El Departamento de Protección Medioambiental de Connecticut (DEP) no aplicó la ley a los Herold porque habían tenido a Travis, de 91 kg, durante mucho tiempo, y el DEP no pensaba que Travis supusiera un riesgo para la seguridad pública.

### Ataque de 2009
El 16 de febrero de 2009, alrededor de las 15:40, Travis atacó a Charla Nash, una amiga de 55 años de Sandra Herold, infligiéndole heridas devastadoras a su rostro y sus extremidades. Travis había salido de la casa con las llaves del coche de Sandra Herold, y Nash acudió para ayudar a meter al chimpancé en la casa; al ver que Nash sostenía un peluche de Elmo —uno de sus juguetes favoritos—, Travis montó en cólera y la atacó. Travis conocía a Nash, quien también había trabajado en la empresa de remolques de los Herold, aunque Nash tenía un peinado distinto cuando se produjo el ataque, cosa que también podría haberle confundido y alarmado. Se estaba medicando contra la enfermedad de Lyme. Herold, que entonces tenía 70 años, intentó detener a Travis golpeándole en la cabeza con una pala y acuchillándole por la espalda con un cuchillo de carnicero.
Herold dijo posteriormente: «Que yo hiciera algo así, clavarle un cuchillo, era como si me lo estuviera clavando a mí misma». Dijo que el chimpancé se giró como si estuviera diciendo: «Mamá, ¿qué has hecho?». El animal se enfadó más. Herold, creyendo que Nash ya estaba muerta a esas alturas, llamó al 911 y suplicó auxilio. Se pueden escuchar los chillidos de Travis al principio de la grabación mientras Sandra le imploraba a la policía, quienes pensaban al principio que la llamada era una broma, hasta que empezó a gritar: «¡Se la está comiendo!». Los servicios de emergencia esperaron a la policía antes de acercarse a la casa. Cuando llegaron, Travis se dirigió al coche patrulla, intentó abrir una puerta cerrada y rompió un retrovisor. Entonces, fue a la puerta del conductor y la abrió, momento en el que el agente Frank Chiafari le disparó cuatro veces con su pistola reglamentaria. Travis se retiró a la casa, donde lo encontraron muerto al lado de su jaula.

### Secuelas
El personal de emergencias describió las heridas de Nash como «espantosas». En las siguientes 72 horas, Nash fue sometida a más de siete horas de operaciones en la cara y las manos por cuatro equipos de cirujanos. El hospital asesoró a los miembros del personal que la atendieron de primeras debido a la naturaleza extraordinaria de las heridas de Nash. Los paramédicos observaron que había perdido las manos, la nariz, los ojos, los labios y la estructura ósea de la mitad de la cara y que había recibido importantes lesiones en el tejido cerebral. Los médicos le volvieron a colocar la mandíbula, pero el 7 de abril de 2009 anunciaron que Nash quedaría ciega de por vida. Sus lesiones la convirtieron en una posible candidata para una cirugía experimental de trasplante de cara. Tras un primer tratamiento en el hospital de Stamford, Nash fue trasladada a una clínica de Cleveland. Su familia creó un fondo fiduciario para recaudar dinero para costear sus «inconmensurables» facturas médicas y mantener a su hija. Nash mostró su rostro dañado en público por primera vez en The Oprah Winfrey Show el 11 de noviembre de 2009. En ese momento no sufría dolores físicos por el ataque, y los miembros de su familia dijeron que esperaba abandonar pronto la clínica de Cleveland. Han aparecido fotos en Internet que muestran el rostro de Nash antes y después del ataque.
De acuerdo con el procedimiento estándar, se llevó la cabeza de Travis al laboratorio estatal para hacerle una prueba de rabia, y se llevó el cuerpo a la Universidad de Connecticut para realizarle una necropsia. La cabeza dio negativo en rabia, pero quedaba Xanax (alprazolam) en su sistema. Los resultados de la necropsia de mayo de 2009 confirmaron que el simio tenía sobrepeso y que lo habían apuñalado. Los restos fueron incinerados en el All Pets Crematory de Stamford el 25 de febrero de 2009. Los informes toxicológicos confirmaron la declaración de Sandra de que le había dado a Travis un té con Xanax el día del ataque, lo que podría haber exacerbado su agresividad. El Xanax (Trankimazin en España o Tafil en México) es un fuerte ansiolítico que puede provocar desinhibición y desorientación y, en ocasiones, reacciones paradójicas de alucinación, agresividad, rabia y manía en los seres humanos.
Poco después del ataque, una mujer que vivía en la misma zona que Herold afirmó que, en 1996, el chimpancé le mordió la mano e intentó meterla en un vehículo mientras ella lo saludaba. Afirmó haberse quejado a los Herold y la policía, que mencionó no tener constancia de ninguna queja. Después, miembros de PETA acosaron presuntamente a Herold, aunque la organización declaró que no tenía ninguna implicación oficial.
El 24 de mayo de 2010, quince meses después del ataque, Sandra Herold murió repentinamente de una aneurisma de aorta, con 72 años. Su abogado, Robert Golger, emitió el siguiente comunicado: «La señora Herold había sufrido una serie de pérdidas desgarradoras a lo largo de los últimos años, empezando por la muerte de su única hija, que murió en un accidente de tráfico, luego su marido y luego su querido chimpancé Travis, así como la trágica mutilación de su amiga y empleada Charla Nash. Al final, su corazón, de tanto romperse, no pudo aguantar más».
El 28 de mayo de 2011, Nash se sometió a una operación de trasplante realizada por un equipo dirigido por Bohdan Pomahač en el hospital Brigham and Women's, en la que recibió una cara y unas manos donadas. El trasplante de las manos fue un éxito al principio, pero como Nash desarrolló una neumonía poco después, los médicos se vieron obligados a extirparle las manos recién trasplantadas debido a la infección y a la consiguiente mala circulación.

#### Pleitos
En marzo de 2009, el abogado de la familia de Charla Nash presentó una demanda de cincuenta millones de dólares contra Sandra Herold. El 6 de mayo, un juez de Stamford congeló los activos de Herold, valorados en diez millones de dólares. Otros posibles demandados eran el Departamento de Protección Medioambiental de Connecticut, la ciudad de Stamford y el veterinario que recetó el Xanax. La defensa alegó que el chimpancé no había presentado ningún comportamiento violento antes del ataque y que las dos acusaciones en los ataques de los años noventa eran falsas porque el chimpancé no tenía dientes en ese momento. En noviembre de 2012, Nash llegó a un acuerdo con la familia de Herold y recibió aproximadamente cuatro millones de dólares.
Nash intentó demandar al estado de Connecticut en 2013, pero se desestimó su petición. Afirmó que los funcionarios sabían que el animal era peligroso, pero que no habían hecho nada al respecto. La demanda de Nash fue desestimada sobre la base de que, en el momento del ataque, no existía ningún estatuto que prohibiera la propiedad privada de un chimpancé. En julio de 2013, los abogados de Nash iniciaron las gestiones para apelar la decisión del tribunal.

#### En los medios
Las noticias del incidente se propagaron hasta China. El ataque, parecido a otro con un chimpancé que había ocurrido cuatro años antes en California, suscitó un debate sobre la lógica de mantener a estos animales exóticos como mascotas por parte de fuentes como la revista Time y los primatólogos Jane Goodall y Frans de Waal.
La huida de Travis y el posterior ataque a Charla Nash se utilizaron como parte del episodio «Chimps» de la serie documental de Animal Planet de 2010-2011 Fatal Attractions. En el episodio se empleó la grabación real de la llamada original al 911, el tráfico de radio de los disparos de la policía contra Travis y las secuelas de la cacería. En junio de 2009, el grupo estadounidense de deathcore Suicide Silence publicó su segundo álbum No Time to Bleed, que incluye el tema «...And Then She Bled», una canción que recrea la llamada de emergencia al 911 realizada por Sandra Herold durante el ataque del 16 de febrero de 2009.
Un ataque similar al del incidente aparece en la película de 2022 ¡Nop!, en la que un chimpancé actor se altera en el plató y ataca a sus coprotagonistas humanos. La joven mutilada por el chimpancé en la película aparece años después con una malla sobre el rostro similar a la que llevaba Nash.

#### Influencia en la legislación
El fiscal general de Connecticut Richard Blumenthal señaló que un defecto en la ley vigente de Connecticut de 2004 que prohibía los chimpancés del tamaño de Travis, resultado a su vez del incidente de 2003, permitió que se produjera el ataque. Un portavoz del Departamento de Protección Medioambiental de Connecticut (DEP) aclaró que Travis estaba exento porque no parecía suponer un riesgo para la salud pública y lo compraron antes de que se implementase el requisito de registro. Posteriormente, Blumenthal envió cartas a los líderes legislativos y al comisionado del DEP, pidiéndoles que respaldaran una propuesta de ley que prohibiera la tenencia de todos los animales exóticos potencialmente peligrosos, como chimpancés, cocodrilos y serpientes venenosas, en un entorno residencial en Connecticut. El DEP pretendía promulgar una ley similar que prohibiera los primates de gran tamaño y, tras el incidente, anunció que solicitaba la ayuda del público, de los policías y de los agentes de control de animales para que informaran a la agencia sobre este tipo de mascotas. El consejo editorial del periódico The Advocate de Stamford también se mostró a favor de prohibir la posesión de todas las aves y reptiles exóticos.
El representante Earl Blumenauer introdujo la Ley de Seguridad de Primates en Cautividad el 6 de enero de 2009, la cual añadió a los monos, los grandes simios y los lémures a la lista de «especies silvestres prohibidas» que no se podían vender ni adquirir a través de ventas interestatales o extranjeras. El ataque llevó a la Humane Society of the United States a unirse a la Wildlife Conservation Society para respaldar la ley. El ataque de Travis dio lugar a la reintroducción del proyecto de ley por su copatrocinador, el representante Mark Kirk, el 23 de febrero de 2009. El representante Rob Bishop se opuso al proyecto de ley durante el debate en el pleno, señalando que costaría cuatro millones de dólares al año y no impediría directamente los ataques de chimpancés a las personas. También afirmó que dichos ataques eran relativamente raros. Veinte estados y Washington D. C. ya tienen leyes que prohíben tener primates como mascotas. El 23 de febrero de 2009, la Cámara de Representantes votó 323/95 a favor del proyecto de ley, y los consejos editoriales de varios periódicos importantes, como The New York Times y Newsday, respaldaron su aprobación. El proyecto de ley no llegó a ser aceptado por el Senado de Estados Unidos.
Frank Chiafari —el agente de policía que disparó a Travis— no pudo tener financiación para su terapia por depresión y ansiedad tras el incidente. Esto llevó a que se propusiese una ley en 2010 que cubriera la compensación de un agente de policía por el deterioro mental o emocional después de usar una fuerza letal justificable para matar a un animal.